# 鎌倉由実
鎌倉 由実（かまくら ゆみ）は、日本の女性アニメ演出家。北海道出身。

## 来歴・人物
Production I.Gで制作進行や、『サクラ大戦 活動写真』のメインタイトルデザインを務めた後、『カスミン』第2シリーズの第2話「カスミ、キャンプをする」で演出家デビューを果たす。それ以後、古巣のProduction I.Gや『カスミン』を制作したオー・エル・エムを中心に演出家として活躍し、2015年に『WORKING!!!』で初監督を果たす。
2008年からは平仮名表記のかまくら ゆみも使用している。

## 参加作品

### テレビアニメ
2002年
- カスミン 第2シリーズ（2002年 - 2003年、絵コンテ・演出）
- ポケットモンスター サイドストーリー（2002年 - 2004年、絵コンテ・演出）

2003年
- カスミン 第3シリーズ（絵コンテ・演出）
- 魁!!クロマティ高校（2003年 - 2004年、演出）
- おもいっきり科学アドベンチャー そーなんだ!（2003年 - 2004年、絵コンテ・演出）

2004年
- 美鳥の日々（演出）
- 舞-HiME（絵コンテ・演出）
- 風人物語（絵コンテ・演出）
- お伽草子（演出）
- アガサ・クリスティーの名探偵ポワロとマープル（2004年 - 2005年、絵コンテ・演出）

2005年
- 英國戀物語エマ（絵コンテ・演出）
- 今日からマ王! 第2シリーズ（演出）
- 交響詩篇エウレカセブン（演出）
- BLOOD+（絵コンテ・演出）
- IGPX（絵コンテ・演出）

2006年
- Fate/stay night（絵コンテ）
- RAY THE ANIMATION（演出）
- うたわれるもの（演出）
- シムーン（絵コンテ）
- 少年陰陽師（絵コンテ）
- ポケットモンスター ダイヤモンド&パール（演出）
- 彩雲国物語（2006年 - 2008年、絵コンテ）

2007年
- 素敵探偵ラビリンス（絵コンテ）
- デルトラクエスト（2007年 - 2008年、監督補佐・絵コンテ・演出）
- REIDEEN（演出）

2008年
- かんなぎ（演出）
- 今日からマ王! 第3シリーズ（2008年 - 2009年、絵コンテ）
- イナズマイレブン（2008年 - 2011年、監督補佐・絵コンテ・演出）※かまくらゆみ名義

2009年
- クッキンアイドル アイ!マイ!まいん!（絵コンテ）
- 獣の奏者 エリン（演出）

2010年
- ソ・ラ・ノ・ヲ・ト（絵コンテ）
- WORKING!!（絵コンテ・演出）
- ぬらりひょんの孫（絵コンテ）
- アマガミSS（絵コンテ）

2011年
- イナズマイレブンGO（2011年 - 2012年、副監督・絵コンテ・ED絵コンテ/演出）※かまくらゆみ名義
- 青の祓魔師（絵コンテ）
- 君と僕。（絵コンテ）

2012年
- ブラック★ロックシューター（絵コンテ）
- イナズマイレブンGO クロノ・ストーン（ - 2013年、副監督・絵コンテ・OPED絵コンテ/演出）※かまくらゆみ名義
- 緋色の欠片（絵コンテ）※かまくらゆみ名義
- 君と僕。2（絵コンテ）

2013年
- イナズマイレブンGO ギャラクシー（監督補佐・絵コンテ・ED絵コンテ/演出）※かまくらゆみ名義
- 翠星のガルガンティア（絵コンテ）
- サーバント×サービス（ED絵コンテ/演出）
- ストライク・ザ・ブラッド（ED絵コンテ/演出）

2014年
- 世界征服〜謀略のズヴィズダー〜（絵コンテ）
- 龍ヶ嬢七々々の埋蔵金（ED絵コンテ/演出）
- ポケットモンスター XY（OP絵コンテ/演出）※かまくらゆみ名義
- ハイキュー!!（絵コンテ・演出）
- 繰繰れ! コックリさん（絵コンテ）

2015年
- WORKING!!!（監督・絵コンテ・演出・ED絵コンテ/演出）
- ハイキュー!! セカンドシーズン（絵コンテ）

2016年
- クロムクロ（絵コンテ）
- ももくり（絵コンテ）
- WWW.WORKING!!（監督・絵コンテ・演出・ED絵コンテ/演出・漫画2Dワークス）
- ベイブレードバースト（2016年 - 2017年、絵コンテ・ED絵コンテ/演出）

2018年
- だがしかし2（OP絵コンテ）
- イナズマイレブン アレスの天秤（チーフディレクター・絵コンテ・OP絵コンテ）※かまくらゆみ名義
- イナズマイレブン オリオンの刻印（2018年 - 2019年、チーフディレクター・絵コンテ）※かまくらゆみ名義

2020年
- ミュークルドリーミー（2020年 - 2021年、絵コンテ）

2021年
- MARS RED（絵コンテ）
- 王様ランキング（絵コンテ・演出）

2022年
- まちカドまぞく 2丁目（変身シーン絵コンテ・演出）
- はたらく魔王さま!!（絵コンテ）

2023年
- テクノロイド オーバーマインド（絵コンテ）

2025年
- 魔神創造伝ワタル（監督・絵コンテ・演出）※かまくらゆみ名義
- 帝乃三姉妹は案外、チョロい。（絵コンテ）

### 劇場アニメ
2000年
- ああっ女神さまっ（デジタル制作補佐）

2001年
- サクラ大戦 活動写真（メインタイトルデザイン）

2005年
- 劇場版ポケットモンスター アドバンスジェネレーション ミュウと波導の勇者 ルカリオ（演出）

2006年
- 劇場版ポケットモンスター アドバンスジェネレーション ポケモンレンジャーと蒼海の王子 マナフィ（演出）

2008年
- 劇場版ポケットモンスター ダイヤモンド&パール ギラティナと氷空の花束 シェイミ（演出）※かまくらゆみ名義

2014年
- サンタ・カンパニー（監督）※かまくらゆみ名義

2019年
- 劇場版シティーハンター 新宿プライベート・アイズ（演出）

### OVA
- イナズマイレブン Reloaded（2018年、絵コンテ）※かまくらゆみ名義

### Webアニメ
- イナズマイレブン アウターコード（2016年 - 2017年、監督・絵コンテ・演出）※かまくらゆみ名義
- グリム組曲（2024年、監督〈第4話〉）[3]
- Duel Masters LOST 〜追憶の水晶〜（2024年、ED絵コンテ・演出）

### ゲーム
2000年
- テイルズ オブ エターニア（アニメーションムービー制作進行）

2012年
- イナズマイレブンGO2 クロノ・ストーン ネップウ/ライメイ（アニメーションムービー監督・絵コンテ・演出）

2016年
- イナズマイレブン アレスの天秤（ゲーム&テレビアニメーション パイロットフィルム監督・絵コンテ）

2017年
- イナズマイレブン アレスの天秤（超新作映像「フットボールフロンティア編」監督・絵コンテ・演出）